# Sunset (Utah)
Sunset è un comune degli Stati Uniti d'America, nella Davis nello Stato dello Utah.
Il luogo è divenuto famoso in italia negli anni '80 per l'omicidio di Rachael Runyan.